# Canoë-kayak aux Jeux olympiques d'été de 1924
Navigation
Berlin 1936
Le canoë-kayak a été un sport de démonstration aux Jeux olympiques d'été de 1924 à Paris. C'est la première fois que ce sport a été inscrit au programme olympique, et il deviendra une discipline olympique 12 ans plus tard aux Jeux de 1936.
Le Comité national olympique et sportif français, en tant qu'hôte de ces jeux, a demandé au Comité olympique canadien de présenter ce sport à Paris. Les courses ont été organisées entre la Canadian Canoe Association et le Washington Canoe Club des États-Unis.